# Resolutie 232 Veiligheidsraad Verenigde Naties
Resolutie 232 van de Veiligheidsraad van de Verenigde Naties was de laatste resolutie die in 1966 door de leden van de VN-Veiligheidsraad werd aangenomen. Dat gebeurde op de 1340e vergadering van de Raad op 16 december. Bulgarije, Frankrijk, Mali en de Sovjet-Unie onthielden zich van stemming.

## Achtergrond
Op 11 november 1965 riep de blanke regering onder leiding van Ian Smith de onafhankelijkheid uit van de Republiek Rhodesië. Er kwam gewapend verzet van de zwarte bevolking via de Zimbabwe Afrikaanse Volksunie (ZAPU) en de Zimbabwe Afrikaanse Nationale Unie (ZANU). Eerdere resoluties over deze kwestie hadden weinig effect gehad.

## Inhoud
De Veiligheidsraad riep de resoluties 216, 217 en 221 nog eens in herinnering, in het bijzonder de oproep aan alle staten om hun economische relaties met Zuid-Rhodesië te verbreken, inclusief een embargo op olie en petroleum.
De Veiligheidsraad was ernstig bezorgd over het feit dat acties tot dusver geen einde konden maken aan de opstand, en bevestigde dat buiten de acties genoemd in deze resolutie, resolutie 217 van kracht bleef. De Veiligheidsraad handelde in overeenstemming met artikels 39 en 41 van het handvest van de VN, en stelde vast dat de resulterende situatie een bedreiging vormde voor de vrede.
De Veiligheidsraad besloot dat alle lidstaten van de VN het volgende niet zouden toestaan:
a. Import van asbest, ijzererts, chroom, ruwijzer, suiker, tabak, koper, vlees en vleesproducten en huiden, en leer.
b. Acties van inwoners van het eigen land, die importen uit Zuid-Rhodesië willen bevorderen.
c. Vervoer van deze producten.
d. Acties van inwoners van het eigen land, die wapenverkoop aan Zuid-Rhodesië, in welke vorm dan ook, bevorderen.
e. Acties van inwoners van het eigen land, die gemotoriseerd vervoer aan Rhodesië leveren, of materiaal voor de bouw van gemotoriseerd vervoer.
f. Leveranties van olie of olieproducten aan Zuid-Rhodesië.
Lidstaten werden er door de Veiligheidsraad aan herinnerd dat het niet naleven van de voorgenoemde maatregelen een inbreuk was op artikel 25 van het handvest van de VN. De mensenrechten van de inwoners van Zuid-Rhodesië werden herbevestigd. Alle lidstaten werden gemaand geen financiële steun te geven aan het racistische regime in Zuid-Rhodesië, en gehoor te geven aan deze resolutie. Bij niet-lidstaten drong de Veiligheidsraad erop aan dat zij zich ook aan bepaling twee van deze resolutie zouden houden. Alle lidstaten werden verzocht verslag te doen van wat ze hadden gedaan ter uitvoering van provisie twee. De secretaris-generaal werd verzocht verslag aan de Veiligheidsraad uit te brengen over de naleving van de resolutie;
De Veiligheidsraad besloot dit item op zijn agenda te houden voor later beraad.

## Verwante resoluties
- Resolutie 216 Veiligheidsraad Verenigde Naties
- Resolutie 217 Veiligheidsraad Verenigde Naties
- Resolutie 221 Veiligheidsraad Verenigde Naties

Lijst ·  220 ·  221 ·  222 ·  223 ·  224 ·  225 ·  226 ·  227 ·  228 ·  229 ·  230 ·  231 ·  232